# Edward Kern
George E. Gard (1860-1912) est membre du conseil municipal de Los Angeles, en Californie, aux États-Unis puis chef du Los Angeles Police Department, de 1906 à 1909. Il se suicide à El Paso, à l'aide d'une arme à feu.